# Taourirt

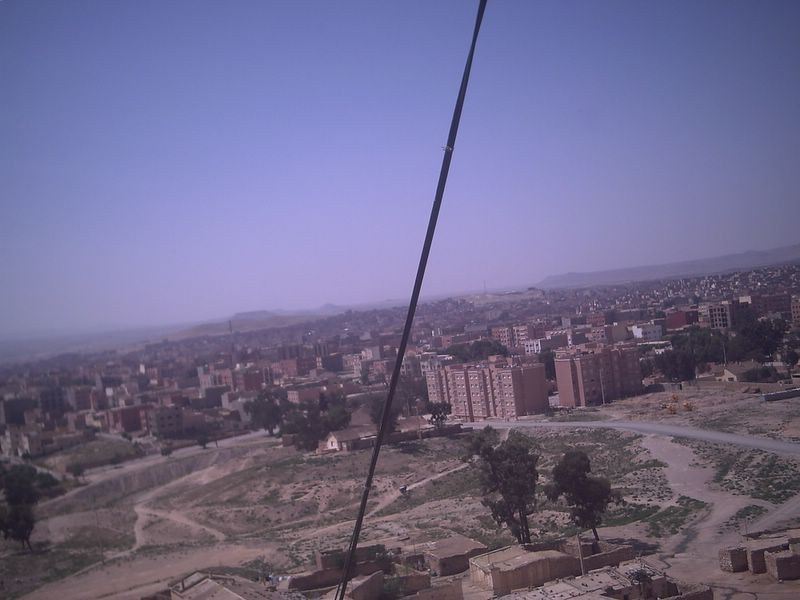
Utsikt från flygplan över Taourirt.

Taourirt är en stad i Marocko och är administrativ huvudort för provinsen Taourirt som är en del av regionen Oriental. Folkmängden uppgick till 103 393 invånare vid folkräkningen 2014.